# Equus hemionus onager
Equus hemionus onager är en underart till halvåsnan som beskrevs av Pieter Boddaert 1785. I äldre avhandlingar klassificerades den ibland som god art. Underarten förekommer med två från varandra skilda populationer i Iran och den blev även introducerad i Saudiarabien.